# Tsåutsojaure (Karesuando socken, Lappland)
Tsåutsojaure är en sjö i Kiruna kommun i Lappland och ingår i Torneälvens huvudavrinningsområde. Sjön har en area på 1,24 kvadratkilometer och ligger 563 meter över havet. Tsåutsojaure ligger i Tavvavuoma Natura 2000-område. Sjön avvattnas av vattendraget Tsåutsojåkkå.

## Delavrinningsområde
Tsåutsojaure ingår i det delavrinningsområde (760825-169582) som SMHI kallar för Utloppet av Tsåutsojaure. Medelhöjden är 642 meter över havet och ytan är 23,93 kvadratkilometer. Det finns inga avrinningsområden uppströms utan avrinningsområdet är högsta punkten. Tsåutsojåkkå som avvattnar avrinningsområdet har biflödesordning 3, vilket innebär att vattnet flödar genom totalt 3 vattendrag innan det når havet efter 479 kilometer. Avrinningsområdet består mestadels av kalfjäll (88 procent). Avrinningsområdet har 1,46 kvadratkilometer vattenytor vilket ger det en sjöprocent på 6,1 procent.